# Boyzone
A Boyzone egy ír fiúegyüttes. Jelenlegi tagok: Keith Duffy, Michael Graham, Ronan Keating és Shane Lynch. Volt tagok: Stephen Gately. 1993-ban alakultak meg Dublinban. Első nagylemezük 1994-ben jelent meg. Stephen Gately 2009-ben elhunyt. 2018-ban új albumot adtak ki, amely a csapat utolsó nagylemeze. 2018-ban turnézni indultak huszonötödik évfordulójuk megünneplése miatt, illetve Stephen Gately halála iránt történő megemlékezés gyanánt. Az együttes 2019-ben feloszlott, a turné után. Lemezkiadóik: Universal Music Group, Warner Records. Louis Walsh, a The X Factor bírója hozta létre őket, aki többek között a Westlife-ot is menedzselte. A kilencvenes években népszerű együttesnek számítottak. 

## Diszkográfia
Stúdióalbumok
- Said and Done (1994)
- A Different Beat (1996)
- Where We Belong (1998)
- Brother (2010)
- BZ20 (2013)
- Dublin to Detroit (2014)
- Thank You and Goodnight (2018)